# Fresnoy-Folny
Fresnoy-Folny est une commune française située dans le département de la Seine-Maritime en région Normandie.

## Géographie

### Communes limitrophes
Les communes limitrophes sont  Avesnes-en-Val, Grandcourt, Les Ifs, Londinières, Puisenval, Saint-Pierre-des-Jonquières et Wanchy-Capval.

### Hydrographie
La commune est située dans le bassin Seine-Normandie. Elle n'est drainée par aucun cours d'eau,.

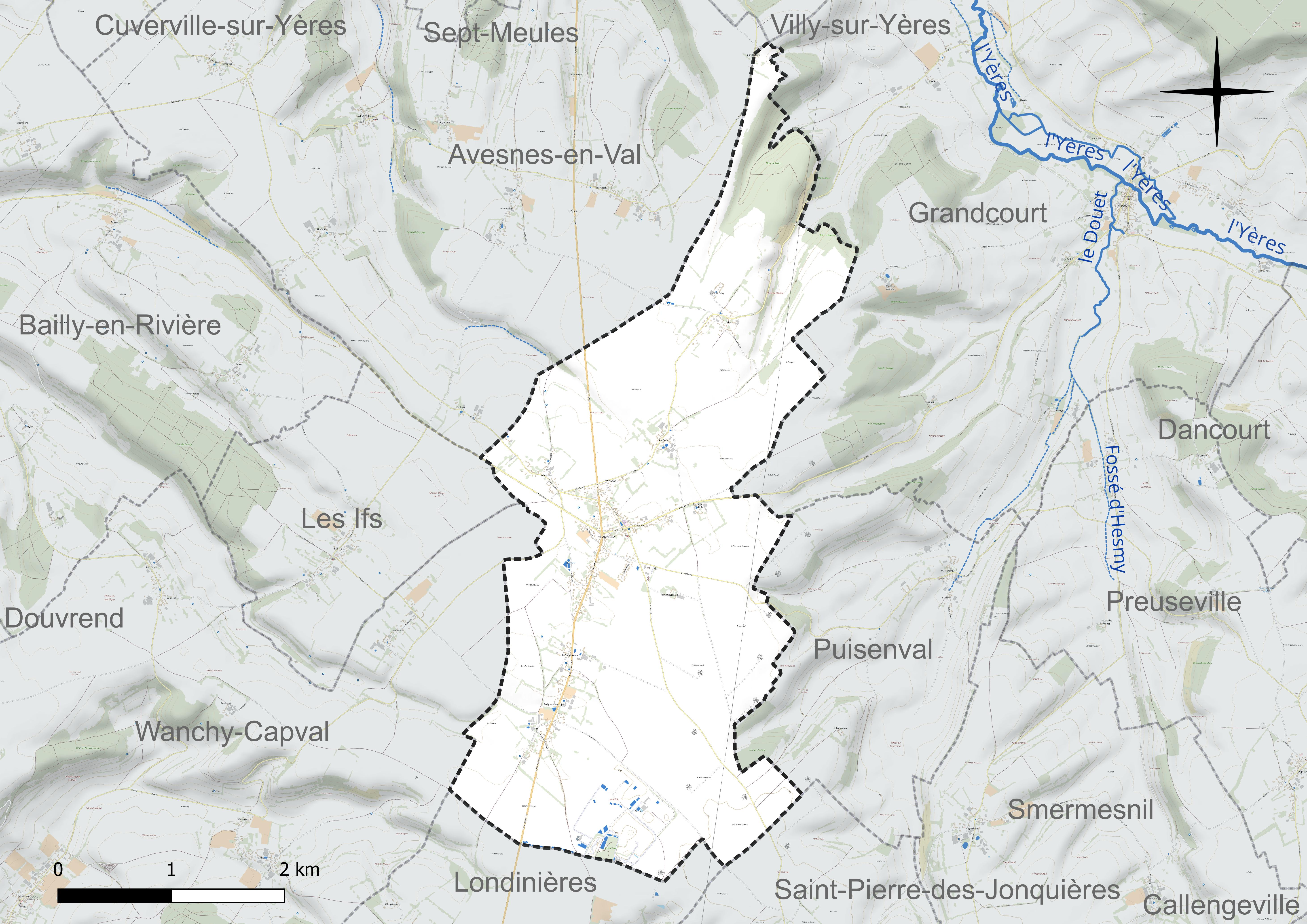
Réseau hydrographique de Fresnoy-Folny.

### Climat
Pour des articles plus généraux, voir Climat de la Normandie et Climat de la Seine-Maritime.
En 2010, le climat de la commune est de type climat océanique altéré, selon une étude du CNRS s'appuyant sur une série de données couvrant la période 1971-2000. En 2020, Météo-France publie une typologie des climats de la France métropolitaine dans laquelle la commune est exposée à un climat océanique et est dans la région climatique Côtes de la Manche orientale, caractérisée par un faible ensoleillement (1 550 h/an) ; forte humidité de l’air (plus de 20 h/jour avec humidité relative > 80 % en hiver), vents forts fréquents. Parallèlement le GIEC normand, un groupe régional d’experts sur le climat, différencie quant à lui, dans une étude de 2020, trois grands types de climats pour la région Normandie, nuancés à une échelle plus fine par les facteurs géographiques locaux. La commune est, selon ce zonage, exposée à un « climat maritime », correspondant au Pays de Caux, frais, humide et pluvieux, légèrement plus frais que dans le Cotentin.
Pour la période 1971-2000, la température annuelle moyenne est de 9,9 °C, avec une amplitude thermique annuelle de 14 °C. Le cumul annuel moyen de précipitations est de 923 mm, avec 13,7 jours de précipitations en janvier et 9 jours en juillet. Pour la période 1991-2020, la température moyenne annuelle observée sur la station météorologique la plus proche, située sur la commune de Bouelles à 20 km à vol d'oiseau, est de 10,7 °C et le cumul annuel moyen de précipitations est de 838,4 mm,. Pour l'avenir, les paramètres climatiques de la commune estimés pour 2050 selon différents scénarios d’émission de gaz à effet de serre sont consultables sur un site dédié publié par Météo-France en novembre 2022.

## Urbanisme

### Typologie
Au 1er janvier 2024, Fresnoy-Folny est catégorisée commune rurale à habitat dispersé, selon la nouvelle grille communale de densité à sept niveaux définie par l'Insee en 2022.
Elle est située hors unité urbaine et hors attraction des villes,.

### Occupation des sols
L'occupation des sols de la commune, telle qu'elle ressort de la base de données européenne d’occupation biophysique des sols Corine Land Cover (CLC), est marquée par l'importance des territoires agricoles (85,4 % en 2018), en diminution par rapport à 1990 (90,3 %). La répartition détaillée en 2018 est la suivante : 
terres arables (67,7 %), prairies (13,9 %), zones urbanisées (5,6 %), forêts (5,2 %), mines, décharges et chantiers (3,8 %), zones agricoles hétérogènes (3,7 %). L'évolution de l’occupation des sols de la commune et de ses infrastructures peut être observée sur les différentes représentations cartographiques du territoire : la carte de Cassini (XVIIIe siècle), la carte d'état-major (1820-1866) et les cartes ou photos aériennes de l'IGN pour la période actuelle (1950 à aujourd'hui).

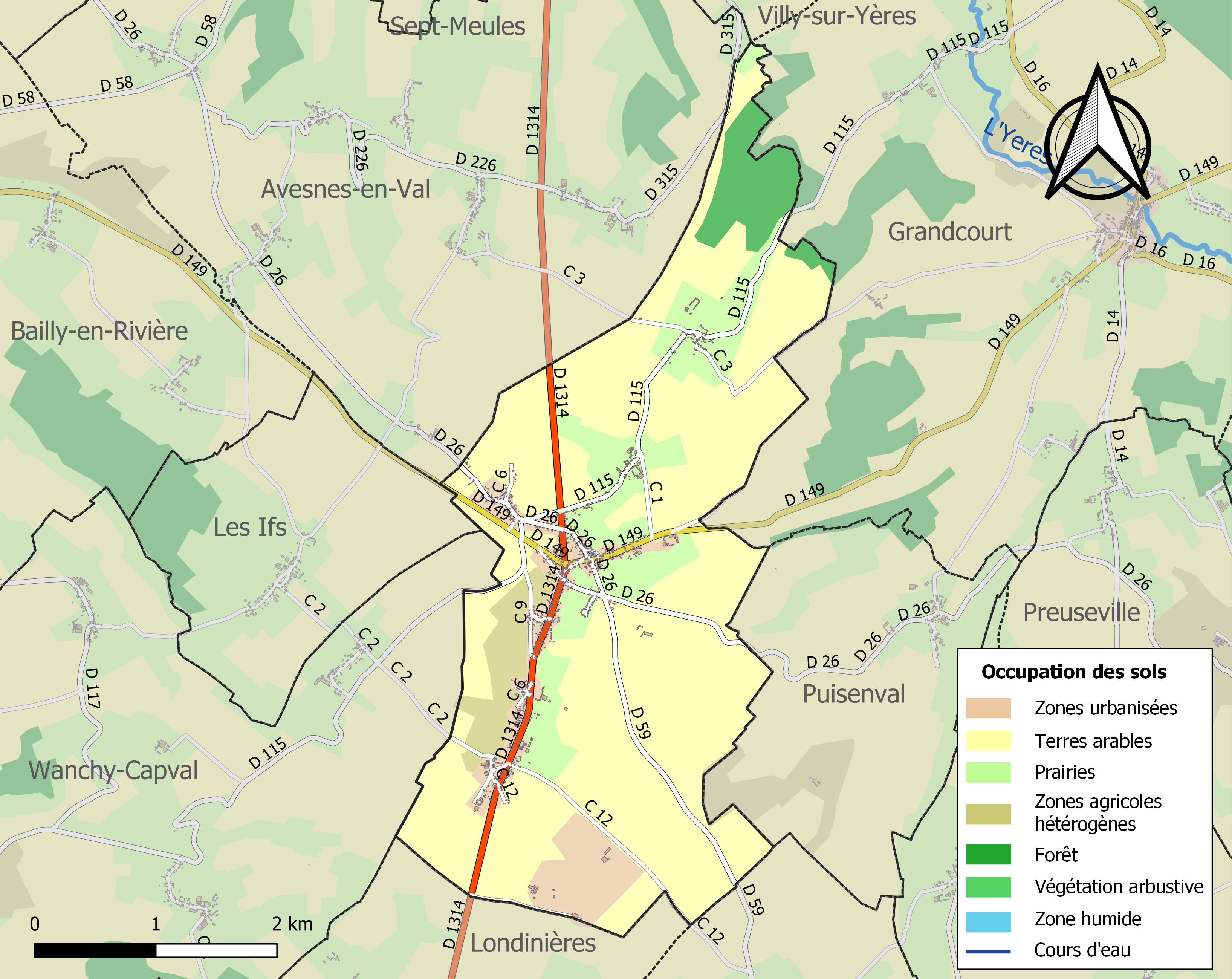
Carte des infrastructures et de l'occupation des sols de la commune en 2018 (CLC).

### Habitat et logement
En 2018, le nombre total de logements dans la commune était de 359, alors qu'il était de 351 en 2013 et de 329 en 2008.
Parmi ces logements, 81,3 % étaient des résidences principales, 12,6 % des résidences secondaires et 6,1 % des logements vacants. Ces logements étaient pour 98,9 % d'entre eux des maisons individuelles et pour 0,8 % des appartements.
Le tableau ci-dessous présente la typologie des logements à Fresnoy-Folny en 2018 en comparaison avec celle de la Seine-Maritime et de la France entière. Une caractéristique marquante du parc de logements est ainsi une proportion de résidences secondaires et logements occasionnels (12,6 %) supérieure à celle du département (3,9 %) mais inférieure à celle de la France entière (9,7 %). Concernant le statut d'occupation de ces logements, 76,6 % des habitants de la commune sont propriétaires de leur logement (75,2 % en 2013), contre 53 % pour la Seine-Maritime et 57,5 % pour la France entière.
| Typologie                                               | Fresnoy-Folny | Seine-Maritime | France entière |
| ------------------------------------------------------- | ------------- | -------------- | -------------- |
| Résidences principales (en %)                           | 81,3          | 88             | 82,1           |
| Résidences secondaires et logements occasionnels (en %) | 12,6          | 3,9            | 9,7            |
| Logements vacants (en %)                                | 6,1           | 8,1            | 8,2            |

## Toponymie
Le nom de la localité est attesté sous les formes de Fresnei en 1165 ; Territorium de Fraisnello en 1166; Terra de Fraisnai fin du XIIe siècle ; In terra de Freisnei en 1185 et 1189; Ecclesia de Fresneio in canpania en 1204; ecclesia de Fresneio en la Campaigne vers 1240; Fraxinetum in Campania en 1337 (Longnon); Fresney in Campis entre 1433 et 1460; Fief de Fresnoy en la Campagne en 1456; Fresnay en Champagne en 1571; Fresnoy en la Campaigne en 1629; Seigneurie de Fresnay en 1634, Fresnoy en 1715 (Frémont), et en 1740; Fresnoy en Campagne en 1757 (Cassini) et en 1788.
Fresnoy est un toponyme français, forme picarde du français frênaie, issu du latin fraxinetum.
Folny : ancienne paroisse réunie à celle de Frenoy-en-Campagne par ordre royal du 5 février
1823, est attesté sous la forme Folliniaco entre 1060 et 1066.

## Histoire
En 1823, la commune de Fresnoy, instituée par la Révolution française, absorbe celle de Folny, puis, en 1824, celle de Bailly-en-Campagne. Elle prend alors son nom actuel de Fresnoy-Folny.
Au XIXe siècle, l'Abbé Cochet indique que la commune est  : « Formée des trois anciennes paroisses de Fresnoy, de Folny et de Bailly-en-Campagne.
FRESNOY. Ep. gauloise. Une hachette en silex trouvée en 1862. 
Ep. romaine. Une villa existe au hameau de Touffre-Écales. On y a rencontré des tuiles, des poteries, des monnaies de bronze, des constructions arasées, des canaux et des conduits en terre cuite. A Doumesnil on trouve aussi beaucoup de tuiles à rebords. —  Un caillou trouvé à Étrimont en 1866, près de Bailly-en -Campagne, formait une tirelire renfermant douze deniers en argent, de Trajan et de Vespasien.
Il Moyen âge. L'église, dédiée à Notre-Darne, est aujourd'hui renouvelée. Autrefois elle présentait dans sa nef des fenêtres du XIIe siècle et un appareil en feuilles de fougère. Le chœur a été reconstruit en 1823, avec les démolitions de l'église de Bailly-en-Campagne. Dans ce chœur renouvelé, on a conservé deux inscriptions tumulaires et obituaires venant de Bailly. La principale, de 1,40 m  de hauteur sur 1 mètre de largeur, est la fondation de Louis Fizelier, prêtre_docteur en droit, trésorier de l'église Saint-Paul de Paris, faite le 23 octobre 1658. L'autre est celle de Jacques Brugland , et date du 11 janvier 1557. — Magnifique dalle du XIVe siècle, qui était dans le chœur et qui provenait de l'ancienne chapelle de Touffre-Écales, encastrée dans le transept nord par les soins de M. l'abbé Cochet en 1853. Cette pierre est celle de Jehan Lemonier, sire de Touffre-Écales, qui trépassa l'an 1303. Le personnage, vêtu de la robe longue des bourgeois, est encadré dans une belle ogive; ses pieds reposent sur un lévrier, sa tête nue est accompagnée d'anges céroféraires; quatre écussons, jadis émaillés, décorent cette dalle. 
 FOLNY : Moyen âge. L'église, dédiée à saint Martin , est moderne. Joli bas-relief représentant le martyre de sainte Barbe, daté de 1514.  
 BAiLLY-EN-CAMPAGNE. Moyen âge. L'église, dédiée à saint Servais, a été détruite en 1822. La route départementale n° 10 passe dessus. En démolissant l'église, on a trouvé la pierre sépulcrale de Jean de Crény, écuyer de la reine au XVIIe siècle, qui a été transportée dans l'église de Fresnoy ».
Le circuit de Dieppe sur lequel se sont courus quatre Grands prix de l'ACF (Automobile Club de France) passait par Fresnoy-Folny.
A la fin de la Seconde Guerre mondiale, un bombardier américain s'écrase après avoir heurté un autre B 17 le 19 mai 1944 à Dancourt. Quatre membres de l'équipage sont cachés pendant deux mois par les institutrices à l'école de Fresnoy-Folny.

## Politique et administration

### Rattachements administratifs et électoraux

#### Rattachements administratifs
La commune se trouve depuis 1926 dans l'arrondissement de Dieppe du département de la Seine-Maritime.
Elle faisait partie depuis 1801 du canton de Londinières. Dans le cadre du redécoupage cantonal de 2014 en France, cette circonscription administrative territoriale a disparu, et le canton n'est plus qu'une circonscription électorale.

#### Rattachements électoraux
Pour les élections départementales, la commune fait partie depuis 2014 du canton de Neufchâtel-en-Bray
Pour l'élection des députés, elle fait partie de la sixième circonscription de la Seine-Maritime.

### Intercommunalité
Fresnoy-Folny est membre de la communauté de communes de Londinières, un établissement public de coopération intercommunale (EPCI) à fiscalité propre créé fin 2000 et auquel la commune a transféré un certain nombre de ses compétences, dans les conditions déterminées par le code général des collectivités territoriales.

### Liste des maires
| Période                                  | Période                   | Identité                   | Étiquette | Qualité |
| ---------------------------------------- | ------------------------- | -------------------------- | --------- | --- |
| Les données manquantes sont à compléter. |                           |                            |           | |
| 1793                                     |                           | M. Lannel                  |           | |
| 1806                                     |                           | M. Mindorge                |           | |
| 1806                                     |                           | M. Joly                    |           | |
| 1806                                     |                           | M. Barré                   |           | |
| 1830                                     |                           | François Dieudonné Barré   |           | |
| 1841                                     | août 1860                 | Laurent François Chevalier |           | |
| août 1860                                | 1865                      | Jean Maignan               |           | |
| 1865                                     | 1875                      | Basile Chevalier           |           | |
| septembre 1875                           | octobre 1876              | Nicolas Poulain            |           | |
| octobre 1876                             |                           | Ferdinand Brasseur         |           | |
| 1876                                     | 1878                      | Alexandre Brasseur         |           | |
| 1878                                     | 1898                      | Léon Videbout              |           | |
| 1898                                     | 1935                      | Fulgence Chevalier         |           | |
| 1935                                     | 1944                      | Gustave Dépréaux           |           | |
| 1944                                     | 1945                      | Raoul Chevalier            |           | |
| 1945                                     | 1965                      | Jean Thérin                |           | |
| 1965                                     | 1983                      | René Carpentier            |           | |
| 1983                                     | 1989                      | Marcel Léchevin            |           | |
| mars 1989                                | juillet 2020              | Michel Fouquet             | DVG       | Instituteur, Conseiller général de Londinières (1992 → 2015) Vice-président de la CC de Londinières ( ? → 2020) |
| juillet 2020,                            | En cours (au 29 mai 2023) | Gilbert Debure             |           | Ancien artisan, commerçant ou chef d'entreprise                                                                 |

### Instances de démocratie participative
La municipalité envisage en 2021 la création d'un conseil municipal des enfants.

## Équipements et services publics
Le village offre un niveau de services important en milieu rural, avec, en 2021,  une école, trois commerces (une boulangerie-pâtisserie, un boucher charcutier et une supérette-bar-tabac et autres services), un point Poste ouvert tous les jours et un petit marché local le dimanche matin
L'école est fréquentée par une centaine d'enfants, dont certains sont domiciliés aux alentours.

## Population et société

### Démographie
L'évolution du nombre d'habitants est connue à travers les recensements de la population effectués dans la commune depuis 1793. Pour les communes de moins de 10 000 habitants, une enquête de recensement portant sur toute la population est réalisée tous les cinq ans, les populations de référence des années intermédiaires étant quant à elles estimées par interpolation ou extrapolation. Pour la commune, le premier recensement exhaustif entrant dans le cadre du nouveau dispositif a été réalisé en 2004.

En 2022, la commune comptait 689 habitants, en évolution de −3,37 % par rapport à 2016 (Seine-Maritime : +0,35 %, France hors Mayotte : +2,11 %).
| 1793 | 1800 | 1806 | 1821 | 1831 | 1836 | 1841 | 1846 | 1851  |
| ---- | ---- | ---- | ---- | ---- | ---- | ---- | ---- | ----- |
| 360  | 269  | 267  | 334  | 819  | 876  | 997  | 995  | 1 095 |

| 1856  | 1861  | 1866  | 1872 | 1876 | 1881 | 1886 | 1891 | 1896 |
| ----- | ----- | ----- | ---- | ---- | ---- | ---- | ---- | ---- |
| 1 061 | 1 050 | 1 020 | 976  | 914  | 872  | 865  | 808  | 839  |

| 1901 | 1906 | 1911 | 1921 | 1926 | 1931 | 1936 | 1946 | 1954 |
| ---- | ---- | ---- | ---- | ---- | ---- | ---- | ---- | ---- |
| 764  | 716  | 702  | 638  | 641  | 622  | 668  | 737  | 675  |

| 1962 | 1968 | 1975 | 1982 | 1990 | 1999 | 2004 | 2006 | 2009 |
| ---- | ---- | ---- | ---- | ---- | ---- | ---- | ---- | ---- |
| 631  | 592  | 584  | 574  | 610  | 627  | 653  | 653  | 694  |

| 2014 | 2019 | 2022 | - | - | - | - | - | - |
| ---- | ---- | ---- | - | - | - | - | - | - |
| 707  | 672  | 689  | - | - | - | - | - | - |

Le saut démographique constaté entre 1823 et 1831 correspond à la fusion en 1823/1824 de Fresnoy, Folny, Bailly-en-Campagne.

### Sports et loisirs
La fête patronale a lieu début octobre de chaque année.
La 4e édition de l’auto-rodéo organisé par l’Amicale du Club d’Auto-poursuite sur Terre de Fresnoy-Folny (CPAT) et le CPAT de la Bresle a lieu dans la plaine à Fresnoy-Folny le 5 septembre 2021 et atture environ 1 500 spectateurs.

## Culture locale et patrimoine

### Lieux et monuments
- Église Notre-Dame.

### Personnalités liées à la commune
- Césaire Levillain (1885-1944), enseignant et résistant français, y est né.